# SK-II (Cosméticos)
SK-II (pronuncia-se SK 'éss-kei'-Two) é uma marca multinacional de cosméticos sediada no Japão, lançada no início da década de 1980, com base num composto natural de fungos Saccharomycetales derivado de levedura. Pertencente à Procter & Gamble (P&G), é vendida e comercializada como uma solução premium para cuidados da pele no Leste Asiático,  América do Norte, Europa e Austrália .

## História
O SK-II foi desenvolvido na década de 1970 por cientistas japoneses que começaram a pesquisar a utilização de ingredientes naturais ao constatarem que funcionários idosos duma destilaria de saqué tinham mãos suaves, e de aspeto jovem após terem passado anos a submergi-las na levedura fermentada enquanto trabalhavam. Um extrato de levedura que a firma designa por pitera foi eventualmente isolado para uso cosmético, e a marca foi lançada no início da década de 1980. A P&G adquiriu a marca com a compra da Max Factor em 1991, e expandiu as suas vendas do Japão para a China, Coreia do Sul, em 2000 para o RU e, posteriormente, para os EUA, restringindo as vendas iniciais a algumas lojas de luxo onde os "consultores" apresentavam a marca aos clientes. A partir de 2018, começou a ser distribuída na Austrália, Indonésia, Malásia, Singapura, Europa e Tailândia.

## Controvérsia na China e na Coreia do Sul
Em Abril de 2005, a P&G concordou em pagar uma multa de 200.000 Renminbi após um cliente da China ter alegado propaganda imprecisa dum dos produtos SK-II e que este tinha causado uma reacção alérgica. A P&G China retirou vários produtos, enquanto simultaneamente exigiu aos consumidores chineses a assinatura dum acordo de "produto seguro", isentando assim a P&G da eventual responsabilidade em devolver àqueles que tinham comprado artigos desta linha de cosméticos. Ao fim duma semana, a P&G suspendeu a venda desta marca na China, e fechou os seus balcões de vendas lá, instituindo uma linha directa para pedidos de reembolso. As vendas do SK-II foram também suspensas durante cerca de duas semanas na Coreia do Sul, sendo retomadas após as autoridades terem anunciado que os produtos eram seguros. A P&G anunciou que iria retomar a venda dos produtos na China no final de 2006, depois de os reguladores terem declarado que era altamente improvável que os oligoelementos contidos pudessem ser prejudiciais para a saúde humana.